# Frasier
Frasier este un sitcom american produs de televiziunea NBC. S-a întins pe 11 sezoane, între anii 1993 și 2004, având 265 de episoade. Este un spin-off al sitcom-ului Cheers în care apăruse prima dată personajul Frasier. Rolurile principale au fost jucate de Kelsey Grammer, David Hyde Pierce, John Mahoney, Jane Leeves și Peri Gilpin.